# SWM G01
SWM G01 — компактный кроссовер, выпускаемый с 2018 года китайским брендом SWM компании Shineray.

## История
Модель была представлена в 2018 году, летом поступила в продажу в Китае. В мае 2019 года был выпущен улучшенный вариант под названием G01 F-Edition, отличающийся обвесом и полностью изменённым дизайном передней части и обвесом, отделкой салона и лучшим оснащением.
Привод — только передний. Подвеска — и передняя и задняя — независимые. Оснащается бензиновым турбомотором 1.5 литра мощностью 156 л. с. работающим в пере с 6-ступенчатой «механикой» или 7-ступенчатым «роботом» с двумя сцеплениями.
На домашнем рынке Китая цены на G01 варьируются от 79 900 до 147 900 юаней, версия F продаётся по цене от 95 900 до 125 900 юаней.
| Год  | Объём продаж |
| ---- | ------------ |
| 2018 | 23 095       |
| 2019 | 32 064       |
| 2020 | 13 747       |
| 2021 | 7 796        |
| 2022 | 6 147        |
| 2023 | 8 555        |

### Внешние рынки
За пределами Китая модель до 2023 года не продавалась. 
В октябре 2023 года начаты продажи в Италии, компания Cirelli Motor Company начала продавать модель G01F под названием Cirelli 3 Sport по цене 29.800 €.
На рынок России марка официально вышла 20 марта 2024 года с моделями G01 и G05, сборка начата на калининградском «Автоторе», цена модели G01 начинается с 2,18 млн рублей, G01F — с 2,59 млн рублей. В январе 2025 года модель резко подешевела — в зависимости от комплектации потеряв в цене от 579,5 тыс. до 656,4 тыс. рублей (минус 22,5 — 26,3 %), стоимость 1,783 — 2,0 млн рублей.

## Безопасность
Даже по китайскому краш-тесту С-NCAP, проведённому в 2018 году (то есть по «мягким» правилам, до более объективной методики 2020 года), модель получила всего лишь две звезды.

## Галерея

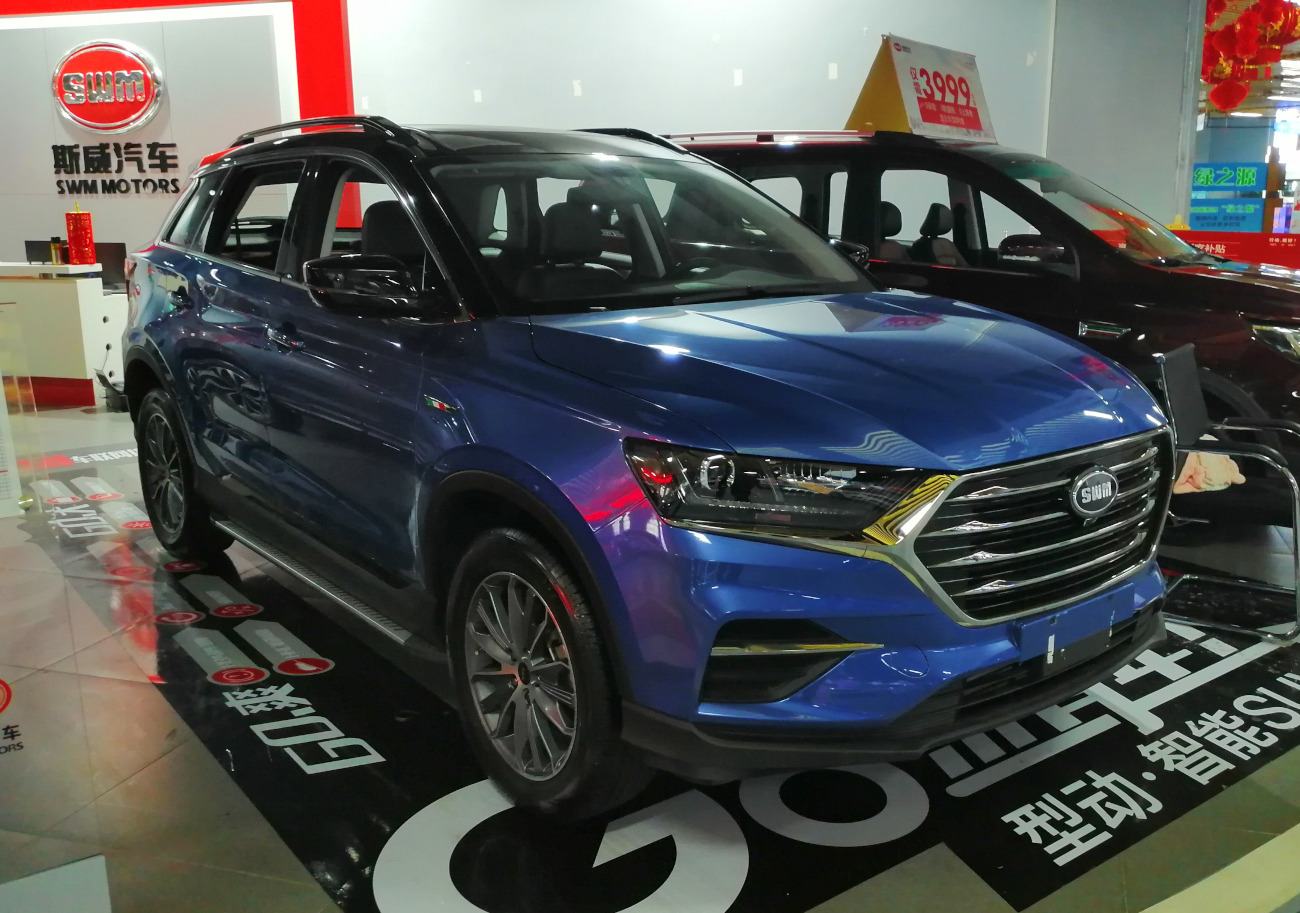
SWM G01
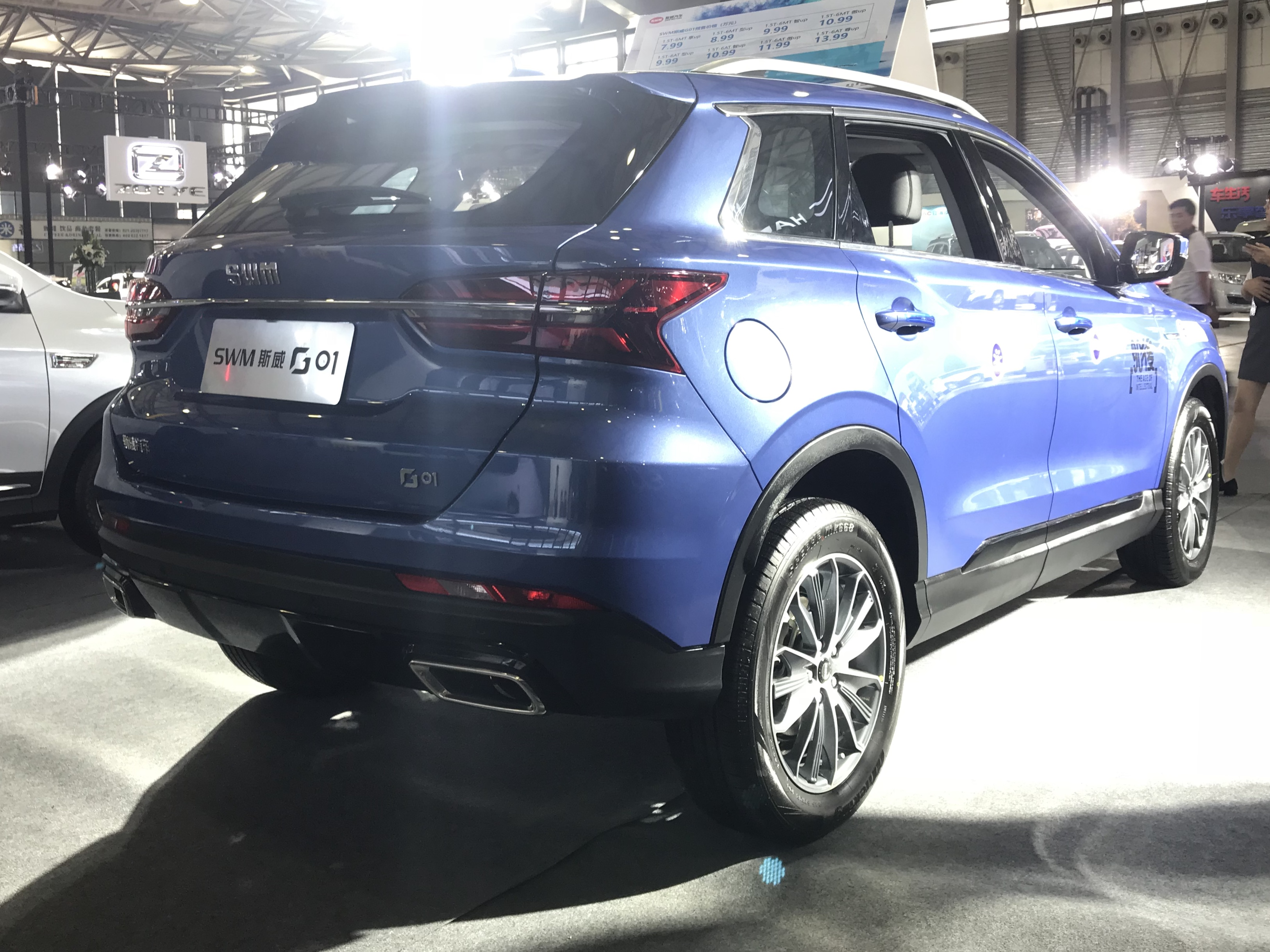
SWM G01
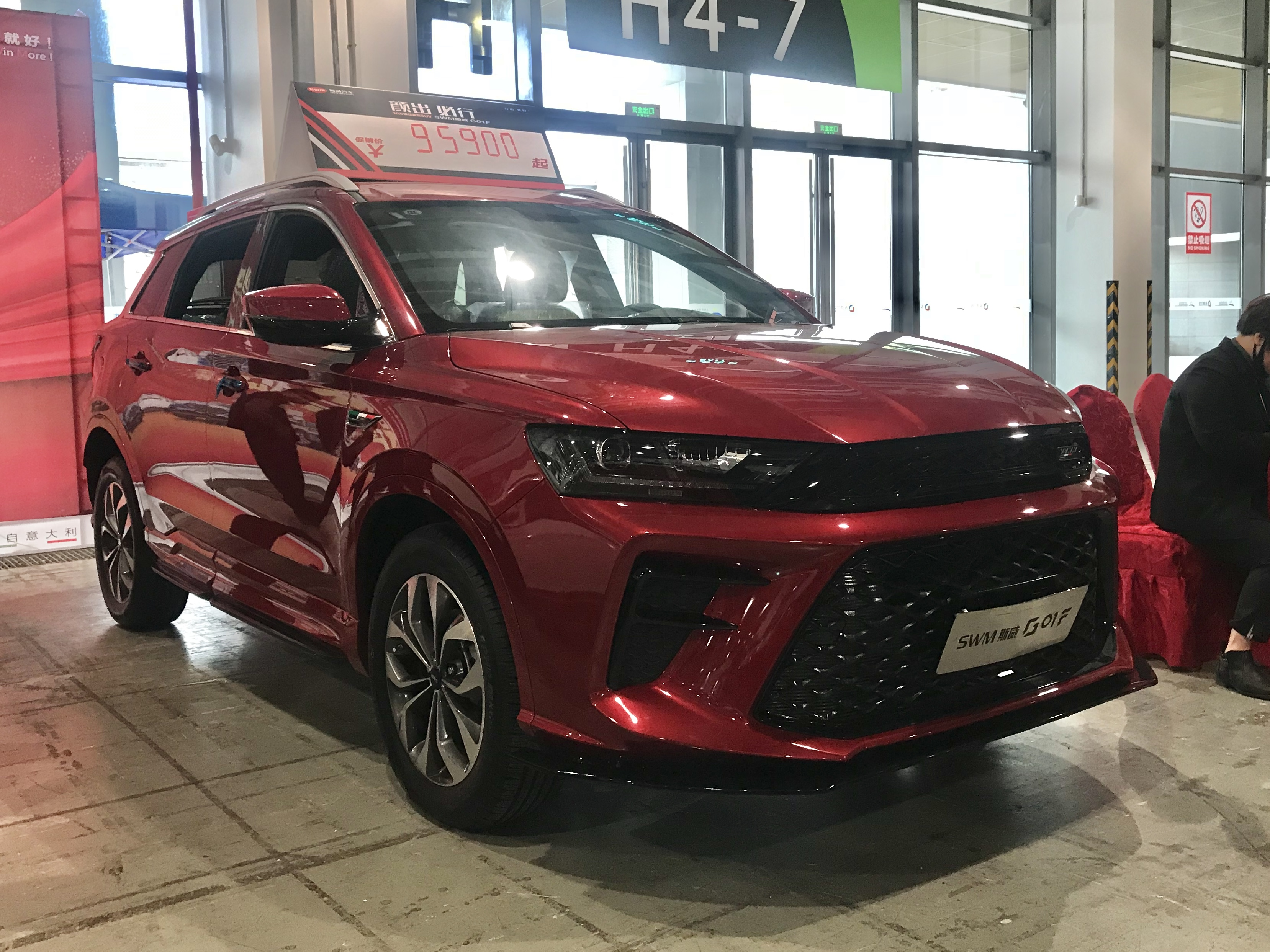
SWM G01 F
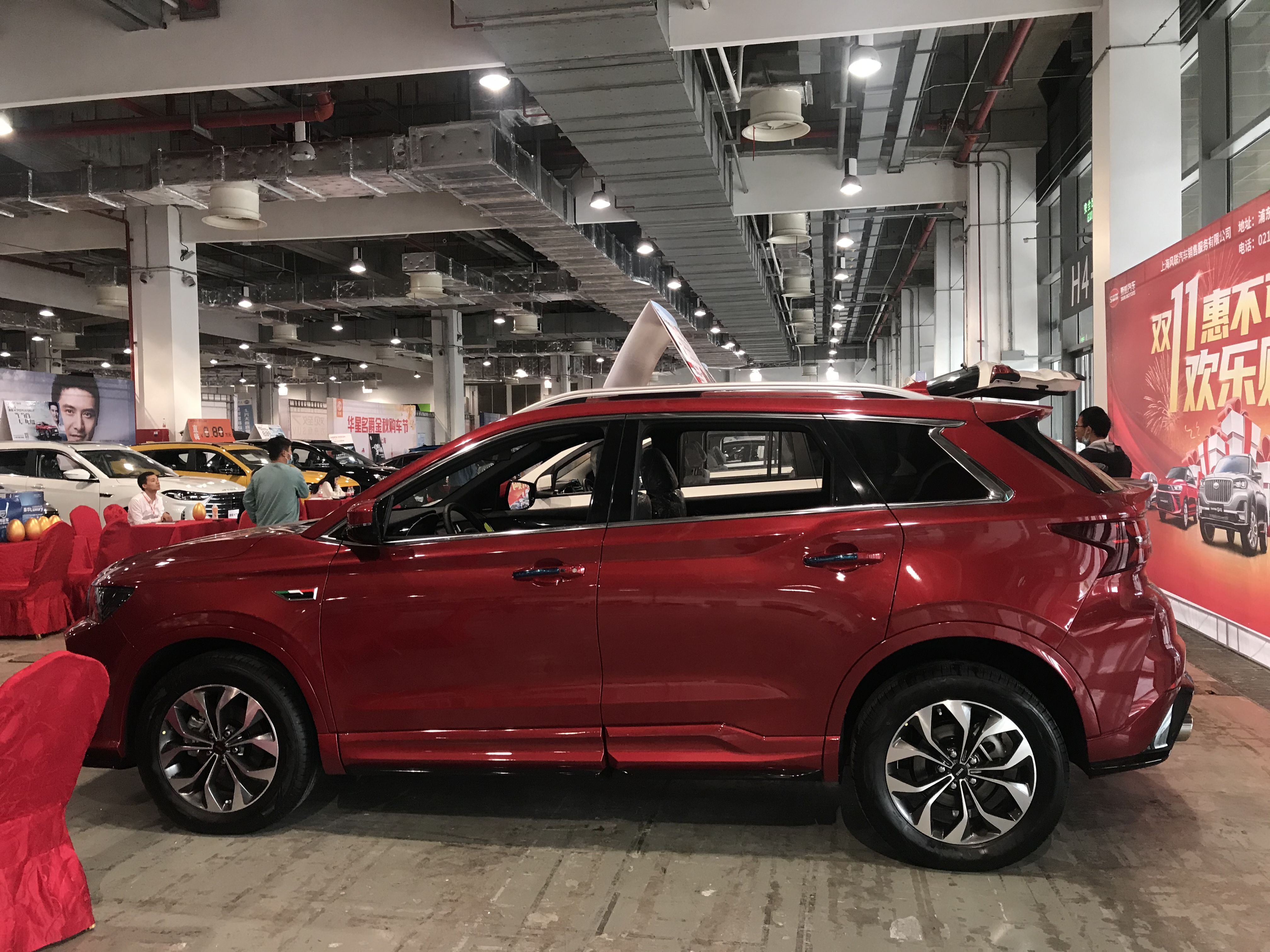
SWM G01 F
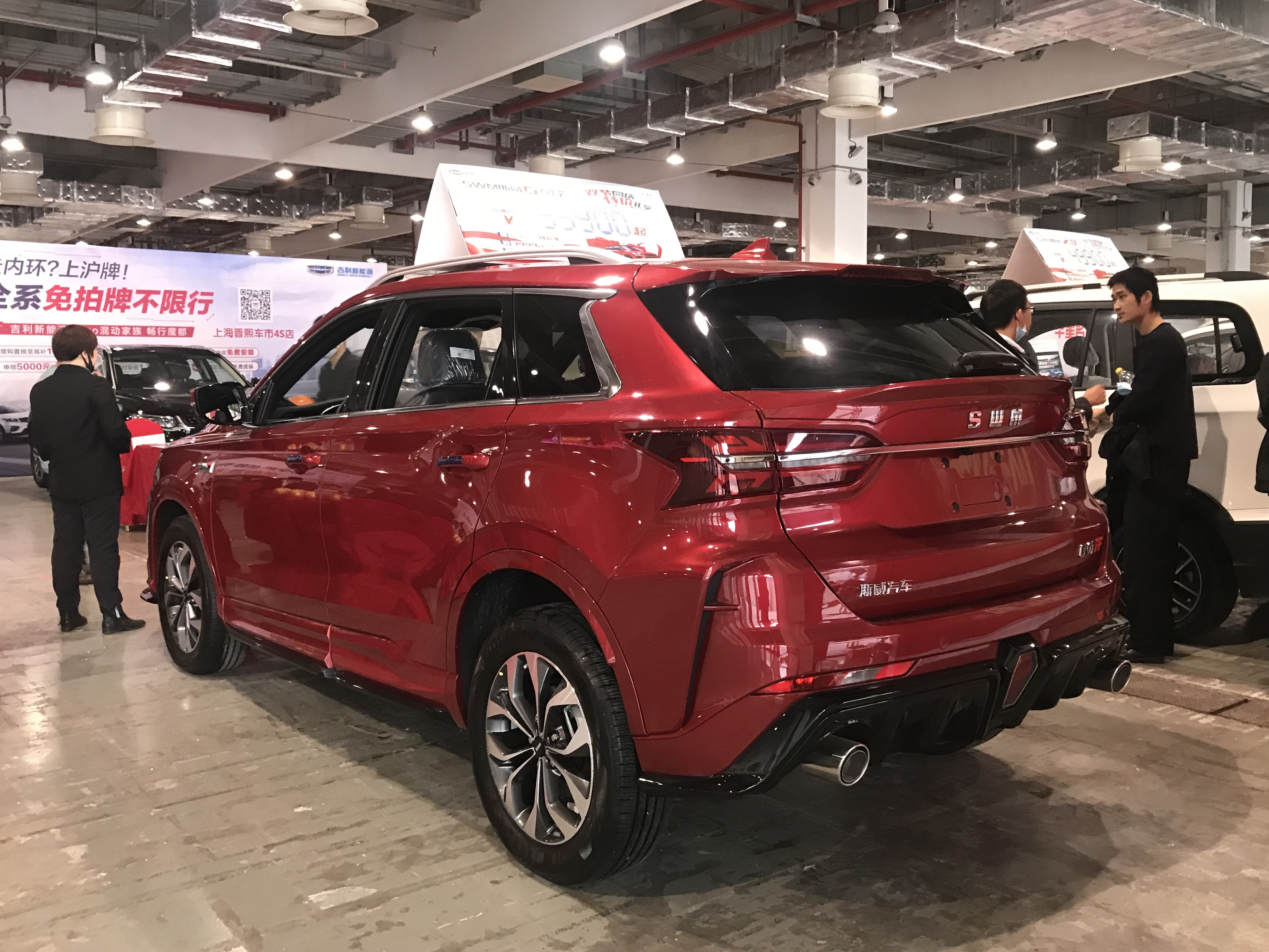
SWM G01 F
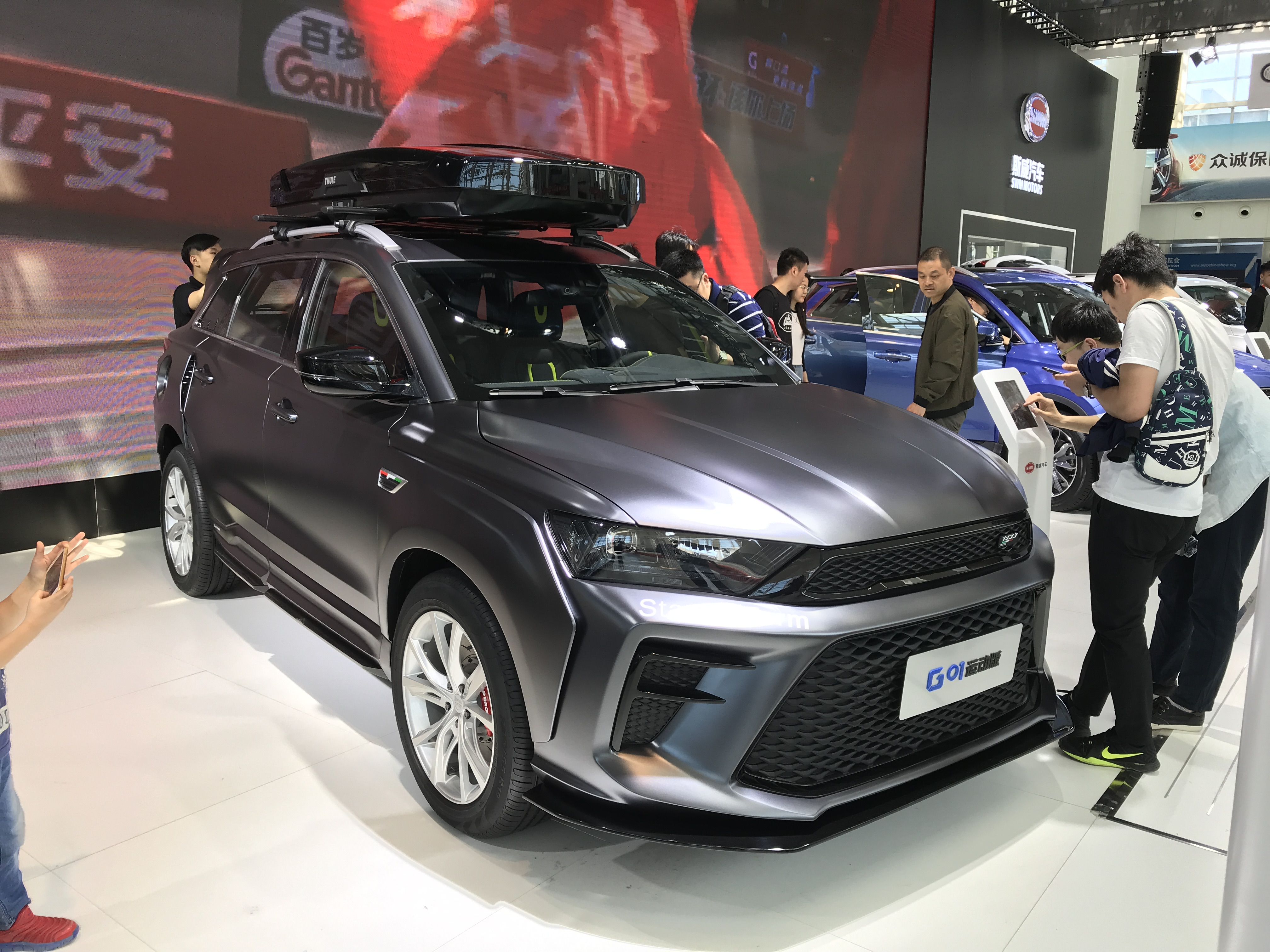
SWM G01 F